# Valptjärnen, Norrbotten
Valptjärnen är en sjö i Bodens kommun i Norrbotten och ingår i Vitåns huvudavrinningsområde.